# Племе
 Тази статия е за обществената структура.  За филма вижте Племето.  
Племето е обществено обединение на родове или хора, свързани помежду им от общ произход и/или общ език, обща култура и общо самосъзнание. Племената с близък етнически произход образуват определена етническа група (народност), а разнородни племена с обща политика могат да формират племенен съюз. Пример за племенен съюз е България, по времето на нейното създаване.
Племенното деление е характерно за родово-общинния стадий на обществено развитие и се определя като преддържавна форма на социално-политическо обединение. Когато племената създадат своя държава, те образуват по-висша социална общност, наречена народ. Въпреки това, в някои държави може да продължи съществуването на отделни племена, които имат съществени етнически или културни различия от основния държавотворен етнос.
Характерно за племето е, че в него социалните връзки са много по-силни, традиционни, хомогенни и устойчиви. Начело стоят родовите старейшини, военните вождове и религиозните водачи (шамани, жреци).
Според антропологията възникването на племената е опит за адаптация към среда с изобилни, но неконтролируеми и непредсказуеми ресурси. Племенната обществена структура е достатъчно гъвкава, за да спомага и координира производството и разпределянето на ресурсите по време на недостиг, без да ограничава и пречи на хората по време на изобилие.